# 1.Cuz
Abas Abdikarim Bakar, känd under artistnamnet 1.Cuz, född 23 september 1997 i Ljungarums församling i Jönköping, är en svensk rappare från Hässelby i Stockholm av somalisk härkomst.

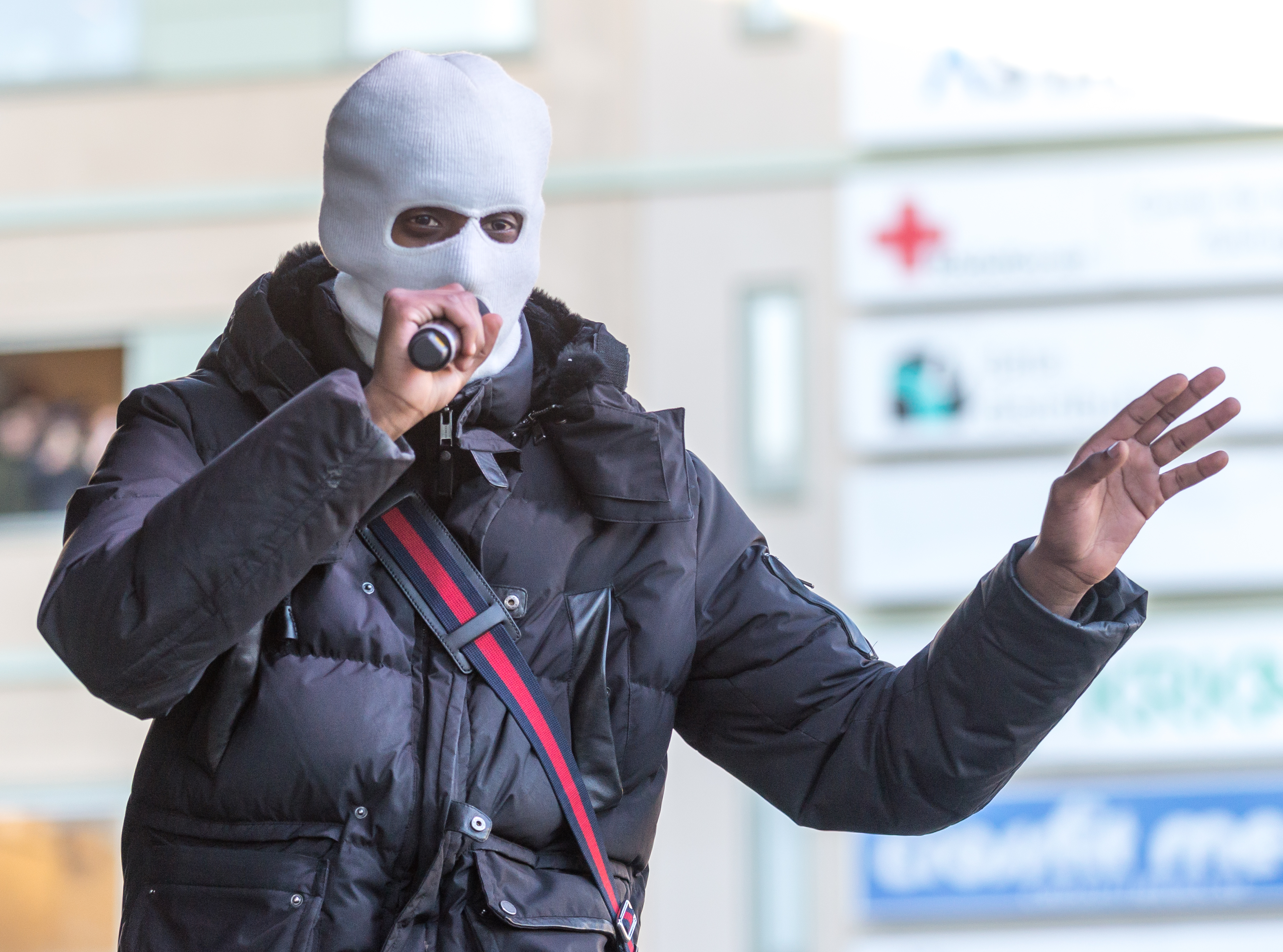
1.Cuz på scenen under Fridays For Future på Medborgarplatsen i Stockholm den 14 februari 2020.

## Biografi
Han uppträder ofta i en vit balaklava som täcker ansiktet och har själv inte gått ut med sin identitet. Han har tidigare varit dömd till fängelse för flera brott, bland annat narkotikabrott och grovt vapenbrott, och har själv angett att tiden i fängelset influerat hans musik, som ger uttryck för tankar och känslor han haft när han suttit på anstalt.
Hans musikkarriär startade när han släppte låten ”Akta mannen” i slutet av november 2018, kort efter att han lämnat fängelset. I december 2019 gick hans album 1 År in på första plats på Veckolista Album på Sverigetopplistan. 1.Cuz medverkade i SVT i Veckans brott den 4 februari 2020, där en problematisering gjordes om huruvida gangsterrap är en väg in i eller ut ur kriminalitet. År 2022 gjorde 1.Cuz en låt tillsammans med artisten Ed Sheeran, varefter de uppträdde tillsammans på Ed Sheerans konsert på Ullevi samma år.

## Samhällsengagemang och affärsverksamhet
Bakar har bland annat samarbetat med Greta Thunberg, till exempel för att uppmana till vaccination mot covid. Bakar har även engagerat sig i klimatfrågan genom att uppträda vid Fridays for Futures arrangemang 2020 och 2022.
Bakar driver företaget Pro Mr Investment AB för sin verksamhet som artist.

### Albumutgivning
Den 29 november 2019 gav 1.Cuz ut sitt debutalbum 1 År. Albumet innehåller åtta låtar och på skivan medverkar Einár, Dree Low, Luk G och Greekazo.
Den 21 augusti 2020 gav han ut sitt andra album FFF, som står för "Fyra Fickor Fulla". Albumet innehåller 12 låtar och här medverkar Einár i låten Fiendes fiende och Yasin i låten I jakt på kaniner.

## Diskografi i urval

### Album
- 2019 – 1 år, självutgiven[12]
- 2020 – FFF, MR Entertainment